# Човешка комедия
„Човешка комедия“ е епически цикъл от 95 завършени и 48 незавършени творби (романи, повести, разкази) на френския писател Оноре дьо Балзак, разкриващи облика на френското общество от Великата френска революция до края на Юлската монархия. Заглавието е по аналогия с Дантевата „Божествена комедия“.
Всяка история е поднесена сама за себе си, но героите се появяват многократно в различни произведения. Първите части от цикъла са написани без глобален замисъл, но от 1830 г. Балзак започва да групира първите си романи „Sarrasine“ и „Gobseck“ в серии, озаглавени „Сцени от личния живот“. През 1833 г., с публикуването на „Йожени Гранде“, започва втора серия, озаглавена „Сцени от провинциалния живот“. Най-вероятно през същата година у писателя се ражда идеята героите да се появяват отново от един роман в друг и тя намира отражение за първи път в „Дядо Горио“ (1834–5 г.). През 1834 г. Балзак пренарежда творбите си в три по-големи групи:
- „Уроци за маниерите през 19 век“,
- „Философски уроци“,
- „Аналитични уроци“.

В писмо до Мадам Ханска (Madame Hanska) през 1834 г., Балзак обяснява, че „Уроци за маниерите“ ще изучават следствията на обществото и ще обхващат всички жанрове, социални класи, възрасти и професии на хората. „Философски уроци“ са за причините, които пораждат тези следствия. Накрая, третата група ще се занимава с принципите зад тези явления.
През 1839 г. в писмо до своя издател, Балзак споменава за първи път заглавието „Човешка комедия“ и то влиза в договора през 1841 година. Публикуването през 1842 г. е предшествано от уводните бележки „Avant-propos“, където авторът описва основните принципи и цялостната структура на поредицата. Балзак дава подробен списък от писатели, които са повлияли при работата му – сред тях са Уолтър Скот, Франсоа Рабле и Мигел де Сервантес.
Балзак пише исторически романи – жанр, познат още от творбите на Уолтър Скот, Джеймс Фенимор Купър и във Франция — на Александър Дюма и Виктор Юго. По-късните му произведения са повлияни от популярния „римски фейлетон“ и мелодрамата. По-късите му творби съдържат фантастични елементи, сродни с тези от готическите романи, но често използвани с много по-различни цели.
Темите, които Балзак засяга, са разнообразни. Писателят често скърби за загубата на предреволюционното общество на честта, което особено след падането на Шарл X се изражда в общество на парите. „Зад всяко голямо богатство има голямо престъпление“ — това възприятие от „Red Inn“ (Червената странноприемница) често се повтаря в „Човешка комедия“, като биографична истина (персонажът на дядо Горио е свързан с Революционната армия) и като символ на френското колективно осъдително отношение към ужасите на Революцията (най-ясно изразени след смъртта на Луи XVI). Другият източник на сила е благородническият произход. Хората с чиста кръв се стремят към титла, а благородниците към висшата аристокрация.
Замислената от Балзак сбирка така и не бива завършена. След смъртта си писателят е признат за един от основателите на критическия реализъм като течение в литературата.
- Thorsten Wetzenstein: Les personnages dans la Comédie humaine sous tension entre "type" et "caractère"